# Twierdzenie Pitta
Twierdzenie Pitta – twierdzenie mówiące, że każdy operator ograniczony określony na przestrzeni ℓp bądź przestrzeni c0 i o wartościach w przestrzeni {\displaystyle \ell _{q}} jest zwarty, o ile
{\displaystyle 1\leqslant q<p<\infty .}
Twierdzenie to zostało udowodnione w 1936 roku przez sir Harry’ego R. Pitta. Jeżeli założenie {\displaystyle q<p} w powyższym twierdzeniu zostanie zastąpione przez {\displaystyle p\neq q,} to można udowodnić, iż każdy operator ograniczony
{\displaystyle T\colon \ell _{p}\to \ell _{q}}
jest ściśle singularny.